# C.F.R.
C.F.R. este o operă literară scrisă de Ion Luca Caragiale. Personajele sale sunt Niță și Ghiță și Mușteriul.